# Thomas Schimanski
Thomas Schimanski (* 1980 in Oberhausen) ist ein deutscher Schauspieler.

## Leben
Schimanski wuchs in seiner Geburtsstadt Oberhausen auf. Seine Schauspielausbildung absolvierte er von 2004 bis 2008 am Max-Reinhardt-Seminar in Wien.
Während seiner Ausbildung spielte er am Schauspielhaus Düsseldorf (2004–2006), arbeitete in Produktionen unter der Regie von Klaus Maria Brandauer und spielte ab 2006 regelmäßig am Wiener Volkstheater, dem er nach Beendigung seiner Ausbildung bis 2010 angehörte. Dort trat er u. a. als Pfarrer in Der Besuch der alten Dame (2006–2007, Regie: Alexander Kubelka), als Erich in Geschichten aus dem Wienerwald (2007–2008, Regie: Georg Schmiedleitner), als Stabshauptmann Wassilij Wassiljewitsch Soljony in Drei Schwestern (2008–2009, Regie: Thomas Schulte-Michels) und als Howard Wagner in Arthur Millers Schauspiel Tod eines Handlungsreisenden (2009–2010, Regie: Dieter Berner) auf. 2010 wurde er mit dem Karl-Skraup-Preis in der Kategorie „Bester Nachwuchsdarsteller“ ausgezeichnet.
Von 2010 bis 2014 war er festes Ensemblemitglied am Staatstheater Kassel. Hier spielte er u. a. folgende Hauptrollen: Hauptmann in Woyzeck (2010–2013, Regie: Markus Dietz), Stelzfuss in The Black Rider (2011–2013, Regie: Patrick Schlösser), die Titelrolle in Christopher Marlowes Trauerspiel Edward II. (2012–2013, Regie: Patrick Schlösser), die Titelrollen in Dantons Tod (2012–2014, Regie: Gustav Rueb) und Anatol (2013–2014, Regie: Marco Stormann) sowie Banquo in Macbeth (2014, Regie: Markus Dietz).
Von 2014 bis 2018 gehörte er zum Schauspiel Essen, wo er mit Regisseuren und Regisseurinnen wie Reinhardt Friese, Volker Lösch, Martin Schulze, Gustav Rueb und Anna Bergmann arbeitete.
Gelegentlich steht Schimanski auch vor der Kamera. Er drehte Kurzfilme und hatte Rollen in verschiedenen Fernsehreihen wie Dengler, Marie Brand und Marie fängt Feuer. In der ARD-Reihe Praxis mit Meerblick mit Tanja Wedhorn spielt er seit 2019 in einer durchgehenden Nebenrolle den Ex-Freund der Arzthelferin Mandy (Morgane Ferru). In der 8. Staffel der ZDF-Serie Bettys Diagnose (2021) übernahm er eine der Episodenrollen als Ex-Freund einer hart arbeitenden und schwerkranken Marketing-Managerin.
Er lebt in Berlin.

## Filmografie (Auswahl)
- 2017: Alles wird gut (Kurzfilm)
- 2018: Marie Brand und das Verhängnis der Liebe (Fernsehreihe)
- 2019: Marie fängt Feuer – Lügen und Geheimnisse (Fernsehreihe)
- 2019: Dengler – Brennende Kälte (Fernsehreihe)
- ab 2019: Praxis mit Meerblick (Fernsehreihe)
  - 2019: Auf zu neuen Ufern
  - 2020: Familienbande
  - 2021: Vatertag auf Rügen
  - 2021: Hart am Wind
  - 2023: Rügener Sturköpfe
  - 2023: Schwindel
  - 2025: Verlobung mit Hindernissen
- 2021: Bettys Diagnose (Fernsehserie, Folge Planlos)
- 2022: Junk Space Berlin